# Industriezone Hall-Thaur
Die Industriezone Hall-Thaur (Hall-West) ist ein Gewerbegebiet östlich Innsbruck. Es besteht aus der ehemaligen Zollfreizone Hall in Tirol und dem Gewerbegebiet Au der Gemeinde Thaur. Am Beginn der Brenner-Transversale gelegen ist es einer der wichtigsten Warenumschlagplätze Westösterreichs.

## Lage
Die Industriezone liegt zwischen Olympischem Dorf/Neu-Rum und Hall-Altstadt am Inn.
Sie befindet sich an der Unterinntalbahn und hat mit der Anschlussstelle Hall West (Exit 70) der Inntal Autobahn A 12 (andere Innseite) – Löfflerweg L 77 – Tiroler Straße B 171 (hier Innsbrucker Straße) guten Straßenverkehrsanschluss.
| Rum (O., Gem. Rum) Thaur I (KG, Gem. Thaur) | Thaur (O., Gem. Thaur)                              | Heiligkreuz (O., KG Heiligkreuz I, Gem. Hall i.T.)        |
| Neurum (KG u. Gem. Rum)                     | Kompassrose, die auf Nachbargemeinden zeigt         | Thaur II (KG, Gem. Thaur) Hall (O. u. KG, Gem. Hall i.T.) |
|                                             | Inn Agenbachsiedlung Ampass (KG, beide Gem. Ampass) | Häusern (Gem. Ampass)                                     |

## Geschichte
Hall in Tirol ist wohl schon seit der Römerzeit, insbesondere aber seit dem Hochmittelalter eine durch Salzbergbau und Alpentransit bedeutende Stadt, und war spätestens ab der Fugger-Zeit das eigentliche wirtschaftliche Zentrum Tirols (so mit der Münze Hall), während das benachbarte Innsbruck die Residenzstadt war. Schon ab dem 12. Jahrhundert hatte die Stadt diverse Handelsprivilegien,
und ab dem 15. Jahrhundert ein Zollamt an der Inn-Lände.

### Zollfreizone Hall/Freilager Hall
Nach dem Zweiten Weltkrieg versuchten die örtlichen Handelskammern, den Handel wieder zu beleben, indem ungeachtet der Brennergrenze eine gesamttirolische Freihandelszone errichtet würde. Trotz Widerständen aus Rom konnte 1949 das Accordino, ein Sonderabkommen Tirol/Vorarlberg–Trentino/Südtirol, ausgehandelt werden, das auf das Gruber-De Gasperi-Abkommen (Pariser Abkommen) zur Südtirolfrage aufbaute.
Es ermöglichte erleichterten begrenzten regionalen Warenverkehr und führte dann 1956 zur Einrichtung der Zollfreizone in Solbad Hall.
Grund der Ortswahl war die günstige Lage an der Ost-West-Verbindungen über den Arlberg und der Brennerstrecken. Damit wurde auch der internationale Alpentransit gefördert, als zollrechtliches „Ausland“ konnte hier einfach zwischengelagert und umgeladen werden, insbesondere wurden am Bahnhof Hall die Güterzüge für die Bergstrecke des Brenners umgespannt.
Das 1956/57 in der Haller Au errichtete zehnstöckige Lagerhaus der Zollfreizone wurde mit einem eigenen Zollamt ausgestattet (Zollamt Hall, zuletzt Zweigstelle der Finanzlandesdirektion für Tirol).

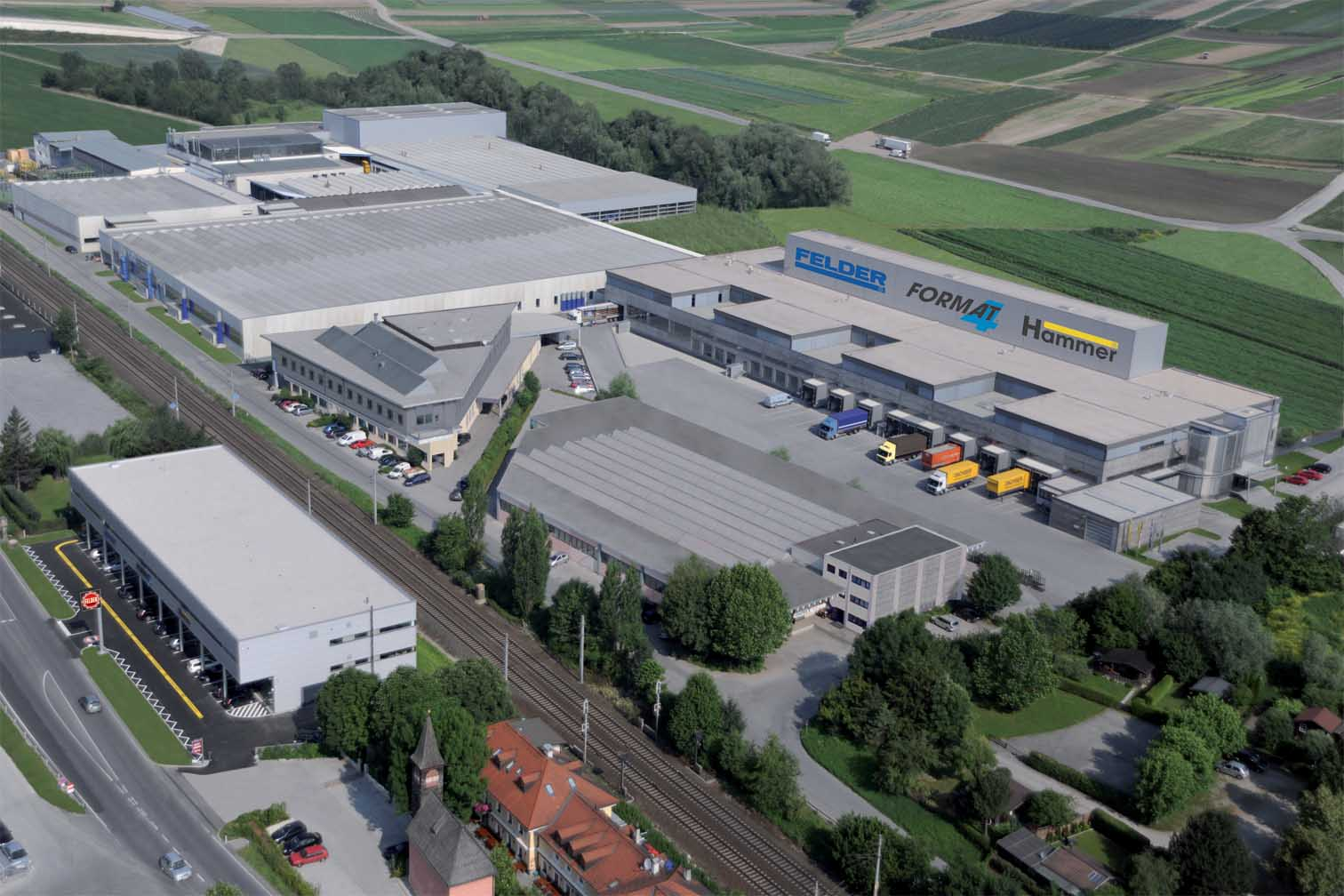
Zentrale der Felder-Gruppe

Ab den 1960er Jahren wurde die Betriebsansiedlung hier gefördert,
wodurch sich ein umfangreicheres Gewerbegebiet westlich des Haller Verschiebebahnhofs entwickelte. Bis dahin waren Haller Au und Thaurer Au völlig unbebaut gewesen. So siedelte sich 1982 die Zentrale des Maschinenbauers Felder hier an.
Durch die 1994 eröffnete Güterzugumfahrung Innsbruck, den Tunnel von Hall in das Wipptal, der einen direkteren Warenverkehr ermöglichte, aber schon zwischen Mils und Volders abzweigt, verlagerte sich viel Bahnverkehr nach Wörgl (Cargo- und ROLA-Terminal).
Nach dem EU-Beitritt Österreichs 1995 wurden die Zollfreizonen in Österreich aufgelassen, und formal in Freilager umgewandelt (Freilager Hall), mit weitgehend analoger Gebarung.
Mit dem Wirksamwerden des Schengen-Abkommens 1997 wurde die regionale Funktion weitgehend hinfällig.
Die Betreiberfirma
Logistik Zone Tirol Ges.m.b.H. für Lager, Autotransport, Zollabwicklung und Bürovermietung (1952 gegründet; Erste Bank, Land Tirol, Tiroler Wirtschaftskammer) wurde 2002 vom Vorarlberger Transport- und Logistik-Konzern Gebrüder Weiss übernommen
Der 1990 gegründete Terminalbetreiber Tiroler Straße-Schiene-Umschlaggesellschaft (TSSU), ebenfalls inzwischen bei der Gebr.-Weiss-Gruppe, übersiedelte 1995 an den Autobahnzubringer Hall-West.
Diese Zollfreizone bildete die Katastralgemeinde Heiligkreuz II mit 44,47 ha.
In Hall erstreckt sich das Gewerbegebiet heute weiter an Inn und Richtung Bahnhof als die alte Zollfreizone (Haller Au/Schlögelstraße), und nördlich der Bahn bis an die Römerstraße (Lorettostraße/Heiligkreuzer Feld).

### Industriezone Au (Thaur)
1971 wurde in Thaur ein weiterer Streifen der Au als Gewerbe- und Industriezone gewidmet.
Es liegt zwischen Bahn und Inn (Bert-Köllensperger-Straße), mit einer zusätzlichen Gewerbewidmung nördlich der Römerstraße.
Hier befindet sich auch das 1975 errichtete große Umspannwerk Thaur der 380 kV-Freileitung Westtirol.
Bis zum Bau des neuen Umspannwerks Vill 2008 war es alleine für die Versorgung des Tiroler Zentralraumes da (Vill versorgt daneben auch den kommenden Brennerbasistunnel).